# Watersnood van 1820
Bij de watersnood in 1820 overstroomden, na een aantal dijkdoorbraken op 23 januari, grote delen van de Alblasserwaard. Ook de sluis tussen de Linge en het Kanaal van Steenenhoek te Gorinchem bezweek op 26 januari tijdens deze ramp. Een gebied ter grootte van 130.000 morgen, dat is ongeveer 1300 km², kwam onderwater te staan. De landstreek Alblasserwaard omvat in totaal 250 km².
Het duurde weken voordat alle bewoners konden worden gered. Na 31 januari begon het water te zakken en waren herstelwerkzaamheden mogelijk. Bij Alblasserdam werd een gat in de dijk gemaakt om water te kunnen laten afvloeien. Op 21 februari is het weer gedicht en tien dagen later waren ook de doorbraak bij Langerak en de drie gaten bij Gorinchem dicht. Eind februari veranderde laat invallende vorst de Alblasserwaard in een grote ijsvlakte.
Doordat het water vrij langzaam steeg in de polder zijn er weinig mensen verdronken. Het enige gedocumenteerde geval betreft de elfjarige Stijntje de Kluiver uit Brandwijk. Volgens de overlijdensakte overleed ze op 1 februari ’s middags om 16.00 uur doordat ze van de zolder in de vloed viel en verdronk.
De watersnood van 1820 was vooral rampzalig door de lange periode voordat het gebied weer droogviel. Hierdoor leed het land ontzettend, aan oogsten hoefden de boeren dat jaar niet te denken.

## Externe verwijzing
- De watersnood van 1820 op een website over de streekgeschiedenis van de Alblasserwaard

838 · 1014 · 1042 · 1134 · 1163 · 1164 · 1170 · 1196 · 1212 · 1214 · 1219 · 1220 · 1221 · 1248/1249 · 1277 · 1280 · 1282 · 1287 · 1288 (I) · 1288 (II) · 1322 · 1334 · 1362 · 1374 · 1375 · 1377 · 1404 · 1421 · 1424 · 1468 · 1477 · 1509 · 1514 · 1530 · 1532 · 1552 · 1566 · 1570 · 1610 · 1643 · 1651 · 1675 · 1682 · 1686 · 1703 · 1717 · 1726 · 1741 · 1775 · 1776 · 1784 · 1799 · 1808 · 1809 · 1820 · 1825 · 1855 · 1861 (I) · 1861 (II) · 1877 · 1906 · 1916 · 1926 · 1953 · 1962 · 1993 · 1995 · 2006 · 2021